# Paradip
Paradip là một thị xã và là nơi đặt ủy ban khu vực quy hoạch (notified area committee) của quận Jagatsinghapur thuộc bang Orissa, Ấn Độ.

## Nhân khẩu
Theo điều tra dân số năm 2001 của Ấn Độ, Paradip có dân số 73.633 người. Phái nam chiếm 58% tổng số dân và phái nữ chiếm 42%. Paradip có tỷ lệ 73% biết đọc biết viết, cao hơn tỷ lệ trung bình toàn quốc là 59,5%: tỷ lệ cho phái nam là 79%, và tỷ lệ cho phái nữ là 65%. Tại Paradip, 12% dân số nhỏ hơn 6 tuổi.